# 左京郵便局

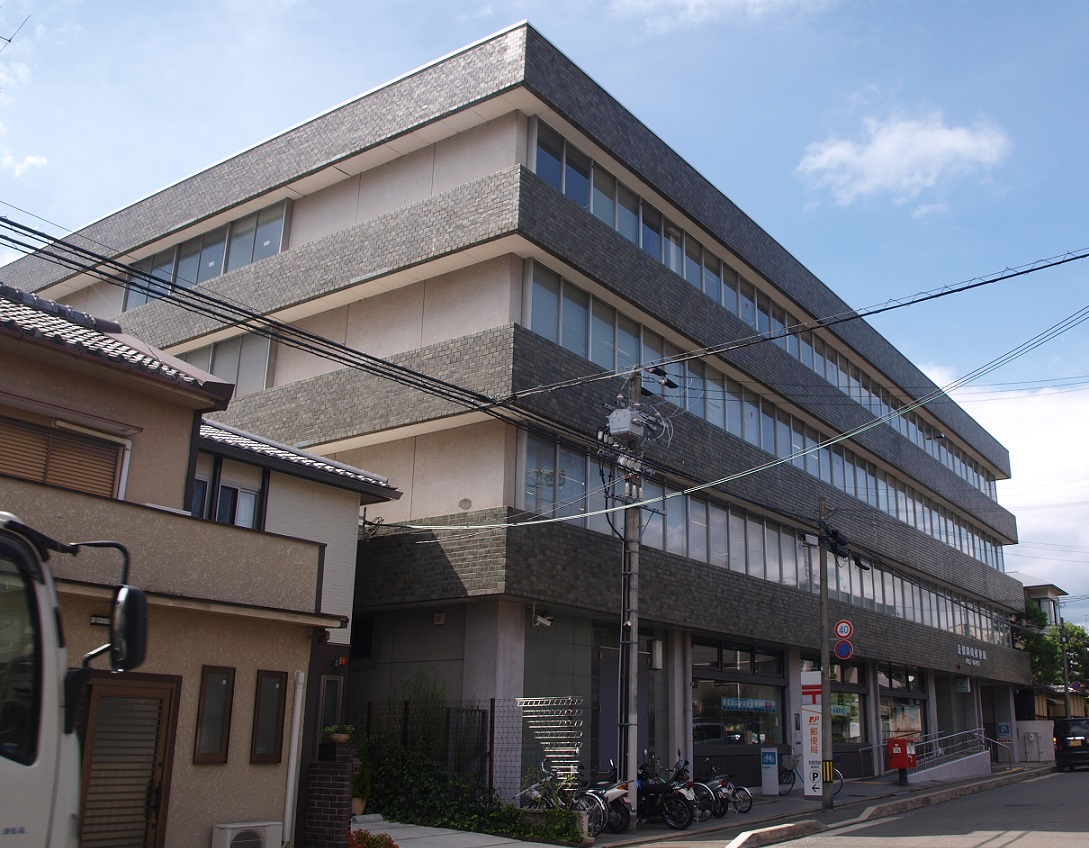
旧局舎（1964年～1987年まで当局、その後2020年まで京都岡崎郵便局が使用）

左京郵便局（さきょうゆうびんきょく）は、京都府京都市左京区にある郵便局。民営化前の分類では集配普通郵便局であった。

## 概要
住所：〒606-8799 京都府京都市左京区高野竹屋町1-1

### 併設施設
- ゆうちょ銀行左京店（大阪支店左京出張所）：取扱店番号440800

### 分室
分室はなし。かつては存在した分室は以下の通り。
- 保険事務センター内分室 (44080A) - 民営化に伴い、当局にゆうちょ銀行の直営店が設置されるのに先立ち、2007年（平成19年）7月30日に西陣郵便局松ヶ崎分室 (44199B) に変更後、2013年（平成25年）3月16日付けで廃止された[2]。

## 沿革
- 1942年（昭和17年）9月1日 - 保険支局内分室を設置。
- 1949年（昭和24年）7月26日 - 保険支局内分室から保険局内分室に改称[3]。
- 1956年（昭和31年）10月5日 - 保険局内分室において電話通話および和文電報受付事務の取扱を開始。
- 1964年（昭和39年）9月 - 局舎新築落成。
- 1964年（昭和39年）9月7日 - 電話通話事務および和文電報受付事務を開始。
- 1984年（昭和59年）7月1日 - 保険局内分室から保険事務センター内分室に改称。
- 1987年（昭和62年）9月 - 左京区岡崎入江町から同区高野竹屋町へ移転[4]。
- 1996年（平成8年）7月1日 - 外国通貨の両替および旅行小切手の売買に関する業務取扱を開始。
- 2007年（平成19年）3月5日 - 鞍馬郵便局（〒601-1199→〒601-1111）、山城大原郵便局（〒601-1299→〒601-1242）から集配業務を移管[5]。
- 2007年（平成19年）7月30日 - 保険事務センター内分室を西陣郵便局松ヶ崎分室に改称・所属変更。
- 2007年（平成19年）10月1日 - 民営化に伴い、併設された郵便事業左京支店、ゆうちょ銀行左京店に一部業務を移管。
- 2012年（平成24年）10月1日 - 日本郵便株式会社の発足に伴い、郵便事業左京支店を左京郵便局に統合。

## 取扱内容

### 左京郵便局
- 郵便、印紙、ゆうパック、内容証明
- 生命保険、バイク自賠責保険、がん保険、引受条件緩和型医療保険
- 地方公共団体事務（京都市地下鉄バス利用券交付）
- 「606-00xx」「606-08xx」「606-09xx」「606-80xx」「606-81xx」「606-82xx」「606-83xx」「606-84xx」「601-11xx」「601-12xx」区域（京都市左京区内（久多地区を除く[6]））の集配業務
- ゆうゆう窓口

### ゆうちょ銀行左京店
- 貯金、貸付、為替、振替、振込、国際送金、外貨両替、トラベラーズチェック、国債、投資信託、変額年金保険
- ATM

## 周辺
- イズミヤ高野店
- 洛北阪急スクエア
- 高野川
- 京都バス高野営業所

## アクセス
- 叡山電鉄叡山本線 茶山・京都芸術大学駅から徒歩約10分
- 「高野橋東詰」停留所（京都市営バス65・204・206・北8系統、京都バス10・16・17・21・23・32・34・35・37・41・43系統）下車
- 名神高速道路 京都南ICから北へ約11km、京都東ICから北西へ約9km
- 京都縦貫自動車道 沓掛ICから北東へ約17km
- 阪神高速8号京都線 上鳥羽出入口から北へ約10km
- 北大路通沿い
- 駐車場あり：13台